# 西尔肯·劳曼
西尔肯·劳曼（德語：Silken Laumann，1964年11月14日—），加拿大女子赛艇运动员。她曾代表加拿大参加1984年、1988年、1992年和1996年夏季奥林匹克运动会赛艇比赛，获得一枚银牌和二枚铜牌。